# 费维扬
费维扬（1939年7月3日—），中国化学工程学家。生于上海。1963年毕业于清华大学工程化学系。清华大学化学工程系教授，化学工程联合国家重点实验室副主任。2003年当选为中国科学院院士。